# Graham Farmer Freeway
Der Graham Farmer Freeway ist eine Stadtautobahn in der Innenstadt von Perth im Südosten des australischen Bundesstaates Western Australia. Er verbindet den Mitchell Freeway in Leederville mit der Orrong Road in Rivervale und bildet damit eine nördliche Umgehung der Innenstadt von Perth.
Der Freeway ist in Verbindung mit dem Great Eastern Highway und der Orrong Street eine wichtige Verbindung zwischen dem Stadtzentrum und dem Flughafen von Perth. Die Straße ist, zusammen mit der Orrong Street, als Staatsstraße 8 (S8) ausgewiesen und wurde nach Footballspieler Graham „Polly“ Farmer (geb. 1935) benannt, der 1953–1971 sowohl in der Australian Football League von Western Australia als auch in der von Victoria spielte.

## Northbridge Tunnel
Im Verlauf des Freeways liegt der einzige Freeway-Tunnel von Western Australia, der Northbridge Tunnel. Der 1,6 km lange Tunnel besitzt in jeder Richtung zwei Fahrspuren und eine Notfallspur. Zwischen beiden Tunnelröhren gibt es einen Fluchtweg. In der Bevölkerung heißt der Tunnel Polly Pipe, was nicht nur auf den Namensgeber hinweist, sondern auch an die Poly Pipes erinnert, unterirdisch verlegte PE- oder PVC-Röhren für Sanitärinstalationen. An beiden Tunneleingängen findet man Kunstwerke. Am Westeingang gibt es eine bildlich dargestellte Geschichte von Northbridge und am Osteingang hat der Aborigineskünstler Ron Cobett Bilder angebracht, die auf der Kunst der Aborigines basieren. Gefahrguttransporte dürfen den Tunnel nicht benutzen.

## Windan Bridge
Der Freeway überquert den Swan River auf der 406 m langen, sechsspurigen Windan Bridge, eine der neueren der insgesamt 19 Brücken über den Fluss. Die Brücke enthält auch Fuß- und Radwege.

## Bau
Der Graham Farmer Freeway wurde 1996–2000 gebaut, wobei über 180.000 m³ Beton eingesetzt wurden. Das Projekt wurde 3 Monate früher als geplant fertiggestellt und überschritt das kalkulierte Budget von AU-$ 313 Mio. nicht. Nach Spezifikation des Betreibers Main Roads Western Australia soll die Straße 150 Jahre lang halten.
Bauphase 1 umfasste den Tunnel und war ein Finalist beim Australian Construction Achievement Award.
Bauphase 2 umfasste die Windan Bridge und neun weitere Verkehrs- und Fußgängerbrücken. Diese Bauphase gewann einen Preis von Austroads.

## Kreuzungen und Ausfahrten
| Graham Farmer Freeway                             |                                |                                 |                                                        |
| Ausfahrten Richtung Osten                         | Entfernung nach Rivervale (km) | Entfernung nach West Perth (km) | Ausfahrten Richtung Westen                             |
| Beginn Graham Farmer Freeway vom Mitchell Freeway | 6,4                            | -                               | Ende Graham Farmer Freeway Weiter als Mitchell Freeway |
| keine Ausfahrt                                    | -                              | -                               |                                                        |
| keine Ausfahrt                                    | -                              | -                               | Leederville, West Perth Loftus Street                  |
| keine Ausfahrt                                    | -                              | 0,8                             | Northbridge James Street                               |
| NORTHBRIDGE TUNNEL                                | 3,8                            | 3,6                             | NORTHBRIDGE TUNNEL                                     |
| keine Ausfahrt                                    | -                              | 2,6                             | Northbridge, East Perth Lord Street Newcastle Street   |
| East Perth, Highgate East Parade                  | 3,0                            | 3,4                             | Highgate, East Perth East Parade                       |
| SWAN RIVER                                        | 2,3                            | 4,1                             | SWAN RIVER                                             |
| Burswood Victoria Park Drive                      | 1,4                            | 5,0                             | Burswood Victoria Park Drive                           |
| Burswood, Rivervale Great Eastern Highway         | -                              | 6,4                             | Rivervale, Burswood Great Eastern Highway              |
| Ende Graham Farmer Freeway weiter als Orrong Road | -                              | 6,4                             | Beginn Graham Farmer Freeway von der Orrong Road       |